# بيري (فلوريدا)
بيري (بالإنجليزية: Perry)‏ هي مدينة أمريكية تقع في ولاية فلوريدا. تبلغ مساحة هذه المدينة 24.1 (كم²)،ويبلغ عدد سكانها 6847 نسمة حسب إحصاء سنة 2010 م 6847.تشير إحصاءات سنة 2000م بأن الكثافة السكانية في هذه المدينة تقدر بـ(284.1) نسمة/كم2 

## أعلام
- هربرت سانت جون
- دون وليامز
- ستيفن بينسون